# سعودي سات 4
سعودي سات 4 هو قمر صناعي سعودي تم إطلاقه في عام 2014. صُنع من قبل المركز الوطني لتقنية الأقمار الاصطناعية في معهد بحوث الفضاء والطيران في مدينة الملك عبد العزيز للعلوم والتقنية.

## الإطلاق
تم إطلاق القمر سعودي سات 4 من موقع دومباروفسكي الموقع 370/13 في روسيا، في 19 يونيو 2014 بواسطة صاروخ دنيبر.